# メグロ・S2
メグロ・S2とは、目黒製作所が製造していたオートバイの車種名。通称はジュニア。メグロ・Sの3速から4速に改良された機種である。